# Fejervarya pierrei
Fejervarya pierrei är en groddjursart som först beskrevs av Dubois 1975.  Fejervarya pierrei ingår i släktet Fejervarya och familjen Dicroglossidae. IUCN kategoriserar arten globalt som livskraftig. Inga underarter finns listade i Catalogue of Life.